# Xanthorhoe designata
Xanthorhoe designata là một loài bướm đêm thuộc chi Xanthorhoe trong họ Geometridae.

## Hình ảnh

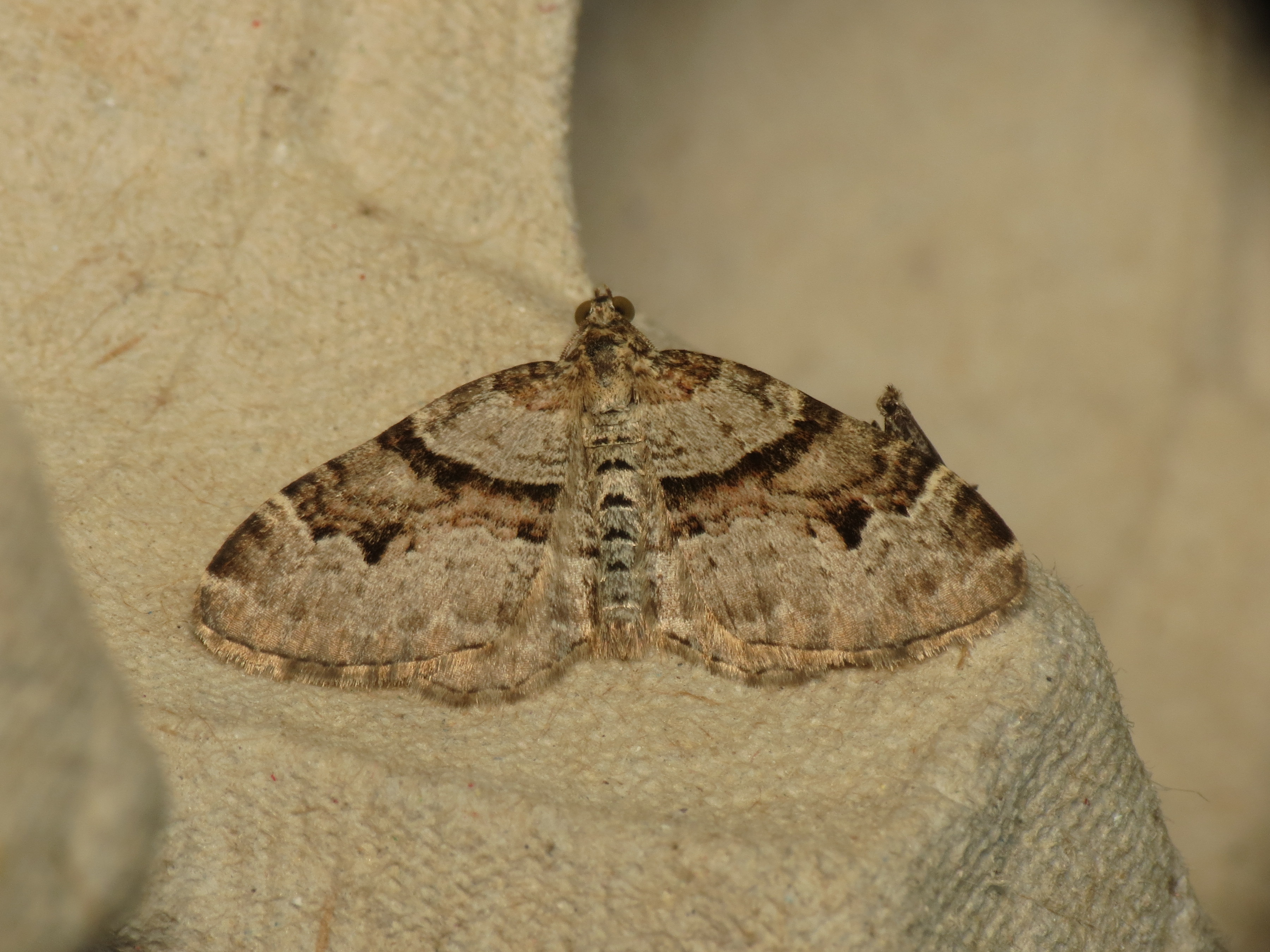
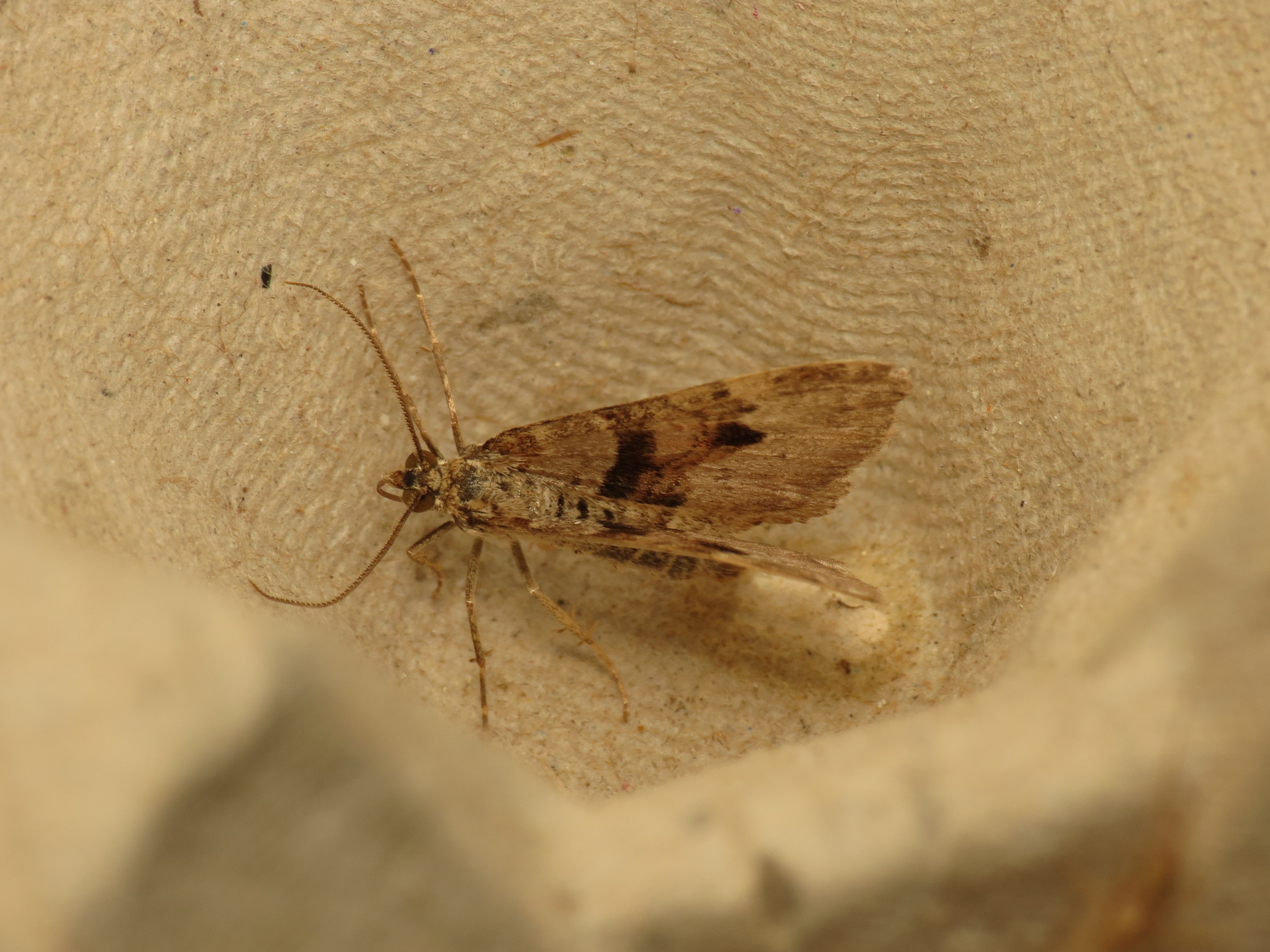
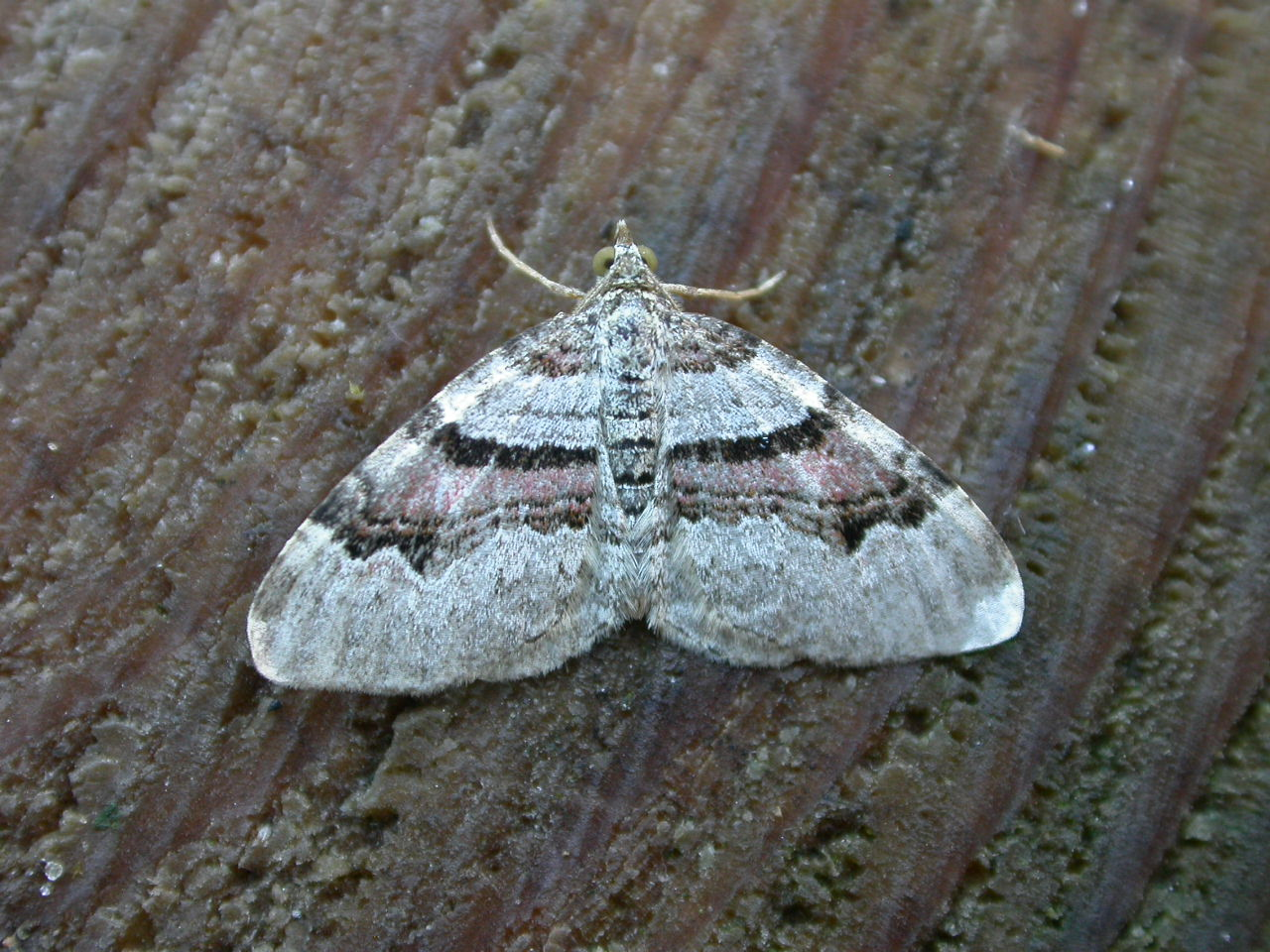
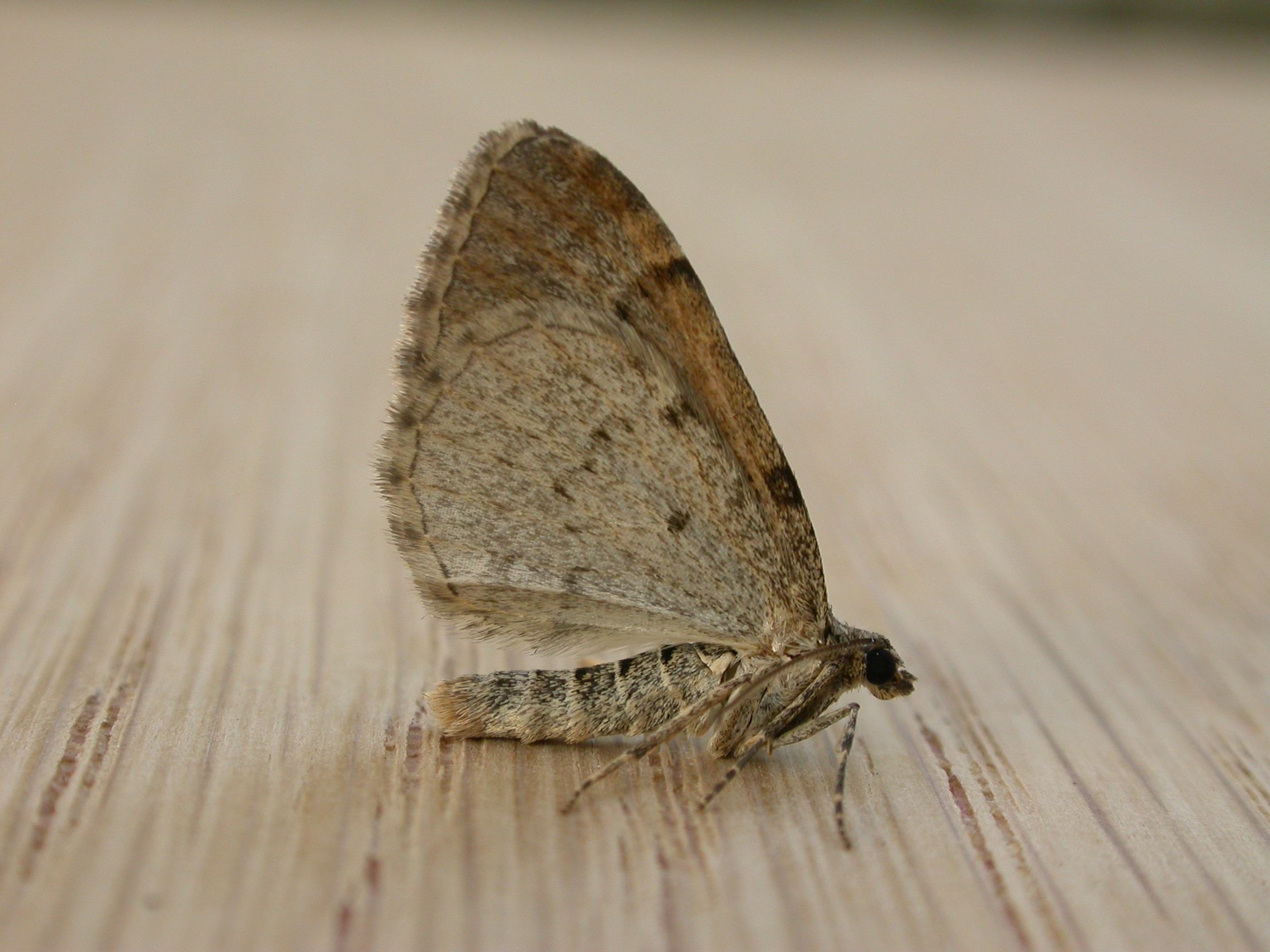